# Evangelie van de Verlosser
Het Evangelie van de Verlosser, ook  bekend als P. Berolinensis 22220, is een vroeg-christelijke Koptische tekst behorend bij de Nieuwtestamentische Apocriefen. De fragmenten die van dit evangelie bewaard zijn gebleven zijn zeer onvolledig en beschadigd. Ze werden in 1967 door het Ägyptisches Museum in Berlijn gekocht van een Nederlandse antiquair voor 300 Duitse marken. 
De inhoud werd pas ontdekt in 1991. In 1999 werd het bewerkt en vertaald in het Engels door Charles W. Hedrick en Paul A. Mirecki.
Het manuscript lijkt te dateren uit de zesde eeuw. Te oordelen naar theologie en stijl stamt de oorspronkelijke Griekse tekst uit de late tweede eeuw. Het evangelie bestaat uit een dialoog tussen Jezus en zijn apostelen. 
Een opvallend element in het verhaal is een door Jezus uitgevoerde dans waarbij hij een hymne zingt voor het kruis. De gebeurtenis speelt zich voor de kruisiging af op de Olijfberg. Jezus verzamelt de aanwezige apostelen in een kring om hem heen. Het aanwezige kruis staat in het midden. Jezus zingt een hymne in twee delen waarin uitspraken voorkomen als  “Ontvang mij,  O Kruis”, “ Huil niet O Kruis, maar verheug U“, en “weet dat de heer naar u toekomt en dat hij vriendelijk
en nederig is“. Na iedere uitspraak is er een Amen van de apostelen. Een soortgelijke cirkeldans wordt beschreven in de handelingen van Johannes en het aanspreken van het kruis als een levend personage is ook te vinden in het evangelie volgens Petrus.    